# 上火
上火，閩語稱上熱、粵語稱熱氣，是大中華地區民間對一系列病症的籠統說法，包括眼睛紅腫（充血）、咽喉腫痛（炎症）、大便乾燥（缺水）等，也代指一些心理狀態，如脾氣暴躁等。中醫認為民間所指的「上火」是人體陰陽失衡後出現的內熱症，包括長痘、牙齦膿腫、口角糜爛等。中山大學學者曹雨在田野調查期間發現，中國大陸各地對上火的定義不一，上火這個概念普遍存在於漢族地區，部分於漢族雜居的少數民族也有這個概念，而新疆維吾爾族、西藏藏族普遍沒有這個概念。

## 外部連結
- 熱氣 中藥方劑圖像數據庫 (香港浸會大學中醫藥學院) （中文）（英文）
- 心火（页面存档备份，存于） 中藥方劑圖像數據庫 (香港浸會大學中醫藥學院) （中文）（英文）
- 肝火（页面存档备份，存于） 中藥方劑圖像數據庫 (香港浸會大學中醫藥學院) （中文）（英文）